# Corbin (Terre-Neuve-et-Labrador)
Pour les articles homonymes, voir Burin (homonymie).
Corbin est une localité, située sur l'Île de Terre-Neuve, dans la province de Terre-Neuve-et-Labrador, au Canada. Elle se trouve sur la péninsule de Burin.